# Chroniques de Majipoor
Chroniques de Majipoor (titre original : Majipoor Chronicles) est un recueil de nouvelles de Robert Silverberg publié en 1982 (1983 pour la traduction française).
Il appartient au cycle de Majipoor, une série de fantasy avec des éléments de science-fiction (science fantasy), et constitue la suite du Château de Lord Valentin.

## Résumé
L'action du roman se déroule sur quatre années et commence quatre ans après les événements décrits dans Le Château de Lord Valentin.

Jeune commis de bureau employé aux Archives du Labyrinthe pontifical, Hissune s'ennuie et cherche une source d'évasion. Il décide alors de fureter, sans autorisation valable, dans le Registre des Âmes. Celui-ci contient en effet des capsules sur lesquelles ont été enregistrés certains épisodes de la vie de nombreux habitants de Majipoor.

Coiffant un casque sophistiqué, Hissune peut alors se laisser submerger par les âmes et les expériences de femmes et d'hommes de toutes les conditions sociales, de tous les continents et de toutes les époques. S'il apprend ainsi à mieux connaître l'Histoire et la géographie de sa gigantesque planète, c'est surtout la complexité des désirs et des sentiments humains que l'adolescent va découvrir au moyen de cette étrange expérience.

## Structure
Les recherches d'Hissune dans le Registre servent avant-tout de fil conducteur. Elles permettent en effet de relier dix courtes nouvelles, assez indépendantes les unes des autres, dans lesquelles l'auteur développe, en toile de fond de l'action, certains aspects de l'univers qu'il a créé pour Le Château de Lord Valentin. Quatre de ces nouvelles (La Cinquième année de la traversée, Le Désert des rêves volés, Le Peintre d'âme et la changeforme et Une Voleuse à Ni-Moya) ont été publiées dans des magazines en 1981 avant d'être rassemblées avec six nouvelles inédites pour former ces Chroniques, parues en 1982.
Ce roman, qui ressemble ainsi davantage à un recueil de nouvelles, sert également de transition entre Le Château de Lord Valentin et la véritable suite de ce dernier roman, Valentin de Majipoor, qui clôt la trilogie de Valentin. Les Chroniques se rattachent à celle-ci par le prologue, l'épilogue et les introductions de chapitres, centrés sur Hissune, et par la huitième nouvelle, qui met en scène Tisana, autre personnage du premier roman. Quant à Valentin, il apparaît dans la dernière nouvelle ainsi que dans l'épilogue.

## Liste des nouvelles

### Prologue
Hissune ne voit pas l'intérêt du travail qu'il doit effectuer dans le labyrinthe : faire l'inventaire des archives des collecteurs d'impôts de Majipoor. Il décide d'emprunter sans autorisation un enregistrement du Registre des âmes.

### I. Thesme et le Ghayrog
Pour sa première tentative, Hissune emprunte l'enregistrement des souvenirs de Thesme de Narabal morte depuis 9000 ans. La jeune femme, déçue par sa vie dans la ville nouvelle, a tout quitté pour vivre seule dans la forêt. Un jour, elle rencontre un Ghayrog blessé. Elle décide de le ramener chez elle et de le soigner.

### II. Le Grand incendie
Hissune ne retourne au Registre des Âmes qu'après quelques mois, conscient que cette expérience l'a profondément transformé. Cette fois il choisit l'enregistrement du colonel Eremoil, soldat de Lord Sitamot, 8000 ans auparavant. La guerre contre les Métamorphes dure depuis trop longtemps et le Coronal a décidé d'évacuer la population et d'incendier les terres où les Changeformes résistent encore. Mais un fermier refuse de quitter son domaine.

### III. La Cinquième année de la traversée
L'enregistrement du colonel Eremoil a appris beaucoup à Hissune qui se rend compte qu'il fait là sa véritable éducation. Quelque temps plus tard, il retourne au Registre et choisit l'enregistrement du capitaine Sinnabor Lavon qui un jour a décidé de traverser la Grande Mer avec son équipage. Entreprise folle jamais réussie par quiconque.